# Einhausen (Hessen)
Einhausen település Németországban, Hessen tartományban. Lakosainak száma 6657 fő (2023. december 31.).

## Népesség
A település népességének változása:
| Lakosok száma | 6174 | 6396 | 6393 | 6554 | 6596 | 6657 |
|               | 2014 | 2017 | 2019 | 2021 | 2022 | 2023 |